# روك العصور
روك العصور (بالإنجليزية: Rock of Ages)‏ هو فيلم كوميدي موسيقي من إخراج آدم شانكمان بطولة جوليان هوغ ودييغو بونيتا والنجم توم كروز وكاثرين زيتا جون جوليان هاف .

## القصة
تدور أحداث الفيلم سنة 1987، ويتناول قصة فتاة تدعى شيري وشاب يدعى درو، يلتقيان بالصدفة ويقعان في الحب من النظرة الأولى، وفي أجواء صاخبة مليئة بموسيقى الروك، يمر الثنائي بعوائق كثيرة تحول دون علاقتهما، بسبب طموحهما بالوصول إلى الشهرة.

## وصلات خارجية
- روك العصور على موقع IMDb (الإنجليزية)
- روك العصور على موقع ميتاكريتيك (الإنجليزية)
- روك العصور على موقع الموسوعة البريطانية (الإنجليزية)
- روك العصور على موقع روتن توميتوز (الإنجليزية)
- روك العصور على موقع نتفليكس (الإنجليزية)
- روك العصور على موقع قاعدة بيانات الأفلام العربية
- روك العصور على موقع ألو سيني (الفرنسية)
- روك العصور على موقع Turner Classic Movies (الإنجليزية)
- روك العصور على موقع أول موفي (الإنجليزية)
- روك العصور على موقع بوكس أوفيس موجو (الإنجليزية)

1. ↑  وصلة مرجع: http://nmhh.hu/dokumentum/198182/terjesztett_filmalkotasok_art_filmek_nyilvantartasa.xlsx.
2. ↑  "معلومات عن روك العصور على موقع musicbrainz.org". musicbrainz.org. مؤرشف من الأصل في 2018-10-21.
3. ↑  "معلومات عن روك العصور على موقع omdb.org". omdb.org. مؤرشف من الأصل في 2020-01-26.
4. ↑  "معلومات عن روك العصور على موقع scope.dk". scope.dk. مؤرشف من الأصل في 2020-01-26.